# Морова, Наталья Сергеевна
Ната́лья Серге́евна Мо́рова (4 июля 1949, Козьмодемьянск, Марийская АССР, РСФСР, СССР) — советский и российский деятель науки, доктор педагогических наук, профессор, общественный деятель. Заслуженный работник высшей школы Российской Федерации (2000). Заслуженный деятель науки Марийской ССР (1991). Лауреат Премии Ленинского комсомола (1991) и Государственной премии Республики Марий Эл имени М. Н. Янтемира (2013). Почётный гражданин Йошкар-Олы (2021).

## Биография
Родилась 4 июля 1949 года в городе Козьмодемьянске ныне Марий Эл в семье военного и учительницы. 
В 1967 году окончила школу № 1 Козьмодемьянска. В 1972 году окончила физико-математический факультет Марийского педагогического института имени Н. К. Крупской.
С 1973 года — ассистент, старший преподаватель, доцент, заведующий кафедрой дошкольной педагогики и психологии, с 1983 года — декан факультета педагогики и психологии Марийского педагогического института имени Н. К. Крупской / директор Института педагогики и психологии Марийского государственного университета.  
В 1977 году окончила аспирантуру Ленинградского государственного педагогического института имени А. И. Герцена. Защитила кандидатскую диссертацию, кандидат педагогических наук (1977) .
С 1990 года — преподаватель педагогических дисциплин в средней школе № 18 г. Йошкар-Олы (ныне – Бауманский лицей г. Йошкар-Олы).  
В 1991 году — ведущий научный сотрудник Российской академии образования.
В 1997 году окончила докторантуру Института социальной педагогики Российской академии образования. С 1998 года – доктор педагогических наук, с 1999 года — профессор МГПИ имени Н. К. Крупской.
Занимается и общественной деятельностью. В 1990—1993 годах избиралась депутатом Верховного Совета Марийской АССР. Является председателем Марийского филиала Поволжского отделения Российской академии образования. Является председателем постоянной комиссии по социальным вопросам Собрания депутатов городского округа «Город Йошкар-Ола».
В настоящее время проживает в г. Йошкар-Оле Марий Эл.

## Научно-педагогическая деятельность
В 1977 году защитила кандидатскую диссертацию на тему «Формирование познавательного интереса к математике в условиях применения учебного телевидения», в 1998 году — докторскую диссертацию на тему «Основы социально-педагогической реабилитации детей с ограниченными возможностями».
Является автором свыше 250 научных работ, среди которых — монографии, учебные и учебно-методические пособия, статьи в научных журналах и сборниках, учебные программы для вузов.
Сферы научных интересов — социальная педагогика, психология, социально-педагогическая реабилитация детей с ОВЗ, теория и практика работы с пожилыми людьми.
Обладатель грантов Института «Открытое общество», РГНФ, Фонда подготовки кадрового резерва «Государственный клуб» Общественной палаты РФ, Фонда Серафима Саровского, Главы Республики Марий Эл и других.
Является председателем Марийского филиала Поволжского отделения Российской академии образования, членом Российского психологического общества. Член редколлегии «Вестника Марийского государственного университета». 
В 1991 году ей присвоено звание «Заслуженный деятель науки Марийской ССР», а в 2000 году — почётное звание «Заслуженный работник высшей школы Российской Федерации». В 2021 году она стала Почётным гражданином Йошкар-Олы. Является лауреатом Премии Ленинского комсомола, Президентского фонда «Дети России» и Государственной премии Республики Марий Эл имени М. Н. Янтемира. Награждена медалями, почётными грамотами и благодарностями разных уровней. За разработку приоритетного направления отечественной науки в области социально-педагогической реабилитации детей-инвалидов, создание авторской научной школы, воспитание и подготовку научных кадров высшей квалификации для Республики Марий Эл и других регионов Российской Федерации ей первой в Марий Эл Президиумом Академии Естествознания присвоено почётное звание «Основатель научной школы» (2008).

## Основные научные работы
Далее представлен список основных научных трудов профессора Н. С. Моровой: 
- Морова, Н. С., Домрачева, С. А. Повышение профессиональной родительской компетентности в социальном воспитании детей в возрасте от 3 до 6 лет: программа и учебно-методическое пособие / Н. С. Морова, С. А. Домрачева / ФГНУ «Институт социальной педагогики» РАО. — М.: Изд-во «Современное образование», 2013. — 180 с.
- Морова, Н. С., Заболотских, О. П. Повышение профессиональной родительской компетентности в социальном воспитании детей с отклонениями в развитии: программа и учебно-методическое пособие // Н. С. Морова, О. П. Заболотских // ФГНУ «Институт социальной педагогики» РАО. — М.: Изд-во «Современное образование», 2013. — 184 с.
- Морова, Н. С., Шамсутдинов И. Г. Содержание и особенности социально-педагогической работы со студентами в России и за рубежом: учебно-методическое пособие // Н. С. Морова, И. Г. Шамсутдинов. — Казань: Изд-во «Печать-Сервис-XXI век», 2011. — 72 с.
- Морова, Н. С., Дремина, И. Е. Технология организации волонтерской деятельности по индивидуальному сопровождению детей группы социального риска (программа БББС): учебно-методическое пособие / Н. С. Морова, И. Е. Дремина. — М, 2010. — 122 с.
- Морова, Н. С. Формирование гражданственности студентов в условиях воспитательной системы вуза: учебно-методическое пособие / Н. С. Морова. — Мар. гос. ун-т. — Йошкар-Ола, 2010. — 60 с.
- Морова, Н. С. Научно-педагогические основы формирования готовности студентов гуманитарного вуза к самореализации в процессе гражданского воспитания: учебно-методическое пособие / Н. С. Морова, И. В. Фролов. — Казань, Изд-во «Печать-Сервис-XXI век», 2010. — 79 с.
- Морова, Н. С. Социально-педагогическая реабилитация детей с ограниченными возможностями здоровья / Н. С. Морова // Социальная педагогика в России. — 2012. — № 2. — С. 33—34.
- Морова, Н. С. Повышение компетентности родителей в социальном воспитании детей с ограниченными возможностями здоровья / Н. С. Морова, О. П. Заболотских // Социальная педагогика в России. — 2012. — № 3. — С. 30—39.
- Морова, Н. С. Успех подготовки квалифицированных специалистов — в союзе с работодателем / Н. С. Морова // Ректор вуза. — 2011. — № 4. – С. 60—61.
- Morova N. Scholar school «Sociol Rehabilitation of disabled children»: from founding to modern practice International journal of academic research. — 2012. — Vol. 4, № 2. — P. 195—198.
- Morova N. Realization of the abilities of the gifted children with psychological defect in work of community centers. Report East — West Conference. Instituut Guldenberg. — Brabant, 1991. — P. 96—98.
- Morova N. The family of the child with limited abilities in the centеr of attention of social service// Work. Economy. Welfare / IFSW European Seminar. Helsinki Fair Centre, Finland, 1999. — Helsinki, 1999. — P. 57—59.
- Целевая подготовка специалистов для сельских дошкольных учреждений: из опыта факультета дошкольного воспитания МГПИ им. Н. К. Крупской монография в 3-х частях. Ч. 1. Этап довузовской подготовки / Врем. научно-исследовательский коллектив «Школа-микрорайон» АПН СССР. —  М., 1991. — 66 с.
- Целевая подготовка специалистов для сельских дошкольных учреждений: из опыта факультета дошкольного воспитания МГПИ им. Н. К. Крупской монография в 3-х частях. Ч.2. Этап довузовского обучения/ Врем. научно-исследовательский коллектив «Школа-микрорайон» АПН СССР. — М., 1991. — 82 с.
- Целевая подготовка специалистов для сельских дошкольных учреждений: из опыта факультета дошкольного воспитания МГПИ им. Н.К. Крупской монография в 3-х частях. Ч.3. Детский сад завтрашнего дня/ Врем. научно-исследовательский коллектив «Школа-микрорайон» АПН СССР. — М., 1991. — 89 с.

## Признание
- Заслуженный работник высшей школы Российской Федерации (2000)[1][2]
- Заслуженный деятель науки Марийской ССР (1991)[1][2]
- Почётный гражданин Йошкар-Олы (23 июня 2021) — за заслуги и большой вклад в развитие образования, науки и активную общественную деятельность в Йошкар-Оле[12]
- Орден LABORE ET SCIENTIA — ТРУДОМ И ЗНАНИЕМ в рамках национальной программы «Золотой фонд отечественной науки» (2013)[4]
- Международная медаль имени Я. Корчака (2001) — за книгу «Детский Орден Милосердия: вопросы теории и практики»[4]
- Премия Ленинского комсомола (1991)[1][2] — за выдающиеся успехи в исследовании проблем детской инвалидности[3]
- Государственная премия Республики Марий Эл имени М. Н. Янтемира в области гуманитарных наук (2013)[4]
- Лауреат Президентского фонда «Дети России» (1997) — за разработку проблем детской инвалидности и активное внедрение авторской концепции социально-педагогической реабилитации детей-инвалидов[4][3]
- Знак отличия Государственного Собрания Республики Марий Эл «За вклад в развитие законодательства Марий Эл»[4]
- Почётная грамота Верховного Совета Республики Марий Эл (1993)[4]
- Почётная грамота Государственного Собрания Республики Марий Эл — за активную работу с подростками и детьми-инвалидами[4]
- Благодарность Совета Федерации Федерального Собрания Российской Федерации (2006, 2008)[4]
- Благодарность Президента Республики Марий Эл (2008) — за вклад в развитие местного самоуправления[4]